# Kalikantovke
Kalikantovke  (sazanikovke, lat. Calycanthaceae nom. cons.) porodica dvosupnica iz reda lovorolike. Ime je dobila po mirisnom ananasu, rodu kalikant, latinski  Calycanthus, a pripadaju mu još i rodovi himonant (Chimonanthus) i Idiospermum, s ukupno 10 priznatih vrsta.
Vrste kalikanta rastu u Sjedinjenim državama i u Kini, himonant je iz Kine, a Idiospermum u australskoj državi Queensland

## Opis
Calycanthaceae je porodica grmova, ima diskontinuiranu rasprostranjenost: Calycanthus (“slatki grm”) nalazi se u Kaliforniji i na jugoistoku Sjedinjenih Država, a Chimonanthus (sin. Sinocalycanthus)  se pojavljuje u Kini. Pojedinačna vrsta Idiospermum je vrlo rijetka zimzelena vrsta iz Queenslanda, Australija.
Članovi Calycanthaceae razlikuju se od većine drugih porodica u Lauralesu po tome što imaju sjemenke s velikim zametkom i malo ili nimalo endosperma u zrelosti. Osim Idiospermuma, listovi vrsta Calycanthaceae obično su tanji i mekši od ostalih članova vrste Laurales jer su to listopadne biljke umjerenog pojasa. Peludne vrećice na brojnim prašnicima odvajaju se uzdužnim prorezima, a pelud je dvoperturiran. Po cvijetu ima od 1 do 35 karpela. Osim kod Idiospermuma, hipantij sazrijevanjem postaje drvenast, a s otvorenog vrha padaju suhi plodovi (ahenije). Kod Idiospermuma embrij ima tri ili četiri velike, mesnate kotiledone.

## Potporodice i rodovi
1. Familia Calycanthaceae Lindl. (10 spp.)
  1. Subfamilia Idiospermoideae (S. T. Blake) Thorne
    1. Idiospermum S. T. Blake (1 sp.)

  2. Subfamilia Calycanthoideae Burnett
    1. Calycanthus L. (4 spp.)
    2. Chimonanthus Lindl. (5 spp.)

## Vanjske poveznice
|  | Zajednički poslužitelj ima još gradiva o temi Calycanthaceae |
|  | Wikivrste imaju podatke o taksonu Calycanthaceae             |